# Chirita
Chirita là danh pháp khoa học của một chi thực vật có hoa ở Cựu thế giới trong họ Gesneriaceae, bản địa khu vực Ấn Độ-Malaysia, Đông Nam Á và miền nam Trung Quốc. Năm 2011, các loài của chi này đã được gán lại vào một vài chi, với loài điển hình (C. urticifolia) được gán vào chi Henckelia thành H. urticifolia (Buch.-Ham. ex D. Don.) A. Dietr. do nó có quan hệ họ hàng gần với nhóm các loài Henckelia ở miền nam Ấn Độ và Sri Lanka, trong đó có loài điển hình của chi Henckelia là Henckelia incana, mà theo quy định của Quy tắc Quốc tế về Danh pháp cho Tảo, Nấm và Thực vật (ICN) thì danh pháp Henckelia Spreng., 1817 có độ ưu tiên cao hơn so với danh pháp Chirita Buch.-Ham., 1825 và danh pháp Hemiboeopsis W.T.Wang, 1984 (cũng bị gộp vào đây) nên Chirita đã trở thành danh pháp đồng nghĩa của Henckelia, và vì thế không còn được coi là một danh pháp hợp lệ cho một chi thực vật nữa.
Tùy theo định nghĩa và giới hạn cho chi này mà trong quá khứ người ta công nhận 80-150 loài cây chủ yếu là lâu năm, thân thảo, sống trên đất hoặc đá, thường có thân rễ là thuộc về chi này, trong đó khoảng 100 loài là đặc hữu Trung Quốc. Phần lớn các loài có hoa sặc sỡ hình ống với 5 thùy cánh hoa thường thuôn tròn và ngày càng trở nên phổ biến như là một loại cây cảnh trồng trong chậu đặt trong nhà trong khu vực ôn đới, tương tự như các họ hàng của nó trong chi Saintpaulia (violet châu Phi).
Từ Chirita có nguồn gốc từ tên gọi phổ biến trong tiếng Nepal để chỉ long đởm.

## Thay đổi phân loại
Chi này chủ yếu được phân chia thành 3 tổ (sectio) là Chirita sect. Chirita, Chirita sect. Gibbosaccus và Chirita sect. Microchirita. Năm 2004, Hilliard phục hồi Chirita sect. Liebigia từ danh pháp đồng nghĩa của Chirita sect. Chirita để tạo ra tổ thứ tư.
Phân tích phát sinh chủng loài của Weber et al. (2011) cho thấy Chirita là đa ngành, trong đó Chirita sect. Microchirita và Chirita sect. Liebigia là các nhánh đơn ngành, trong khi đó Chirita sect. Gibbosaccus – tổ lớn nhất về số lượng loài - cùng với Primulina tabacum, Chiritopsis spp. và Wentsaiboea spp. lập thành một nhánh đơn ngành, còn Chirita sect. Chirita (cùng một vài chi/loài khác) thì tạo ra hai nhánh không có quan hệ họ hàng gần, với nhánh 1 gồm khoảng 6 loài là một nhánh đơn ngành (nay được coi là chi Damrongia) và nhánh 2 thì cùng chi đơn loài Hemiboeopsis W.T.Wang, 1984 (loài điển hình/duy nhất: Hemiboeopsis longisepala (H.W.Li) W.T.Wang, 1984) hợp cùng các loài trong tổ Henckelia sect. Henckelia ở miền nam Ấn Độ và Sri Lanka tạo thành một nhánh đơn ngành.
Như thế, Chirita sect. Microchirita và Chirita sect. Liebigia tương ứng được nâng cấp thành các chi Microchirita (~ 18 loài) và Liebigia (~ 12 loài).
Đối với nhánh chứa Chirita sect. Gibbosaccus (loài điển hình của tổ này là Chirita sinensis Lindl., 1844, không phải loài điển hình của chi Chirita): Do danh pháp Primulina Hance, 1883 (loài duy nhất trước khi được mở rộng: Primulina tabacum Hance, 1883) có độ ưu tiên cao hơn các danh pháp Chiritopsis W.T.Wang, 1981 (loài điển hình: Chiritopsis repanda W.T.Wang, 1981) và Wentsaiboea D.Fang & D.H.Qin, 2004 (loài điển hình: Wentsaiboea renifolia D.Fang & D.H.Qin, 2004) nên Primulina được công nhận là danh pháp cho chi mở rộng ra rất nhiều này. Khi mới nâng cấp nó chứa khoảng 115-120 loài, nhưng số lượng loài được bổ sung cho chi này trong thời gian gần đây là khá nhiều, nên theo một vài đánh giá thì hiện nay nó chứa khoảng 150 loài.
Đối với nhánh chứa Chirita sect. Chirita ở Thái Lan và Malaysia bán đảo: Damrongia là tên gọi được Kerr tạo ra nhưng được Craib công bô năm 1918 để chứa một loài duy nhất là Damrongia purpureolineata, nhưng năm 1972 Wood đã chuyển nó sang chi Chirita mà không đưa ra lý do nào cho việc giảm cấp này. Vì thế, nó là danh pháp chính thức cho chi chứa 6 loài này khi được tách ra theo kết quả phân tích phát sinh chủng loài. Các loài tới năm 2015 được công nhận cho chi Damrongia là: Damrongia cyanea (đồng nghĩa: Didymocarpus cyaneus, Chirita cyanea), Damrongia fulva (đồng nghĩa: Chirita fulva), Damrongia integra (đồng nghĩa: Chirita integra), Damrongia lacunosa (đồng nghĩa: Didymocarpus lacunosus, Chirita lacunosa), Damrongia purpureolineata (đồng nghĩa: Chirita purpureolineata) và Damrongia trisepala (đồng nghĩa: Chirita trisepala). Năm 2016 Puglisi et al. bổ sung thêm Damrongia burmanica (đồng nghĩa: Streptocarpus burmanicus), Damrongia clarkeana (đồng nghĩa: Boea clarkeana), Damrongia orientalis (đồng nghĩa: Streptocarpus orientalis) và Damrongia sumatrana (đồng nghĩa: Streptocarpus sumatranus). Tổng cộng hiện tại chi này chứa 10 loài.
Đối với nhánh chứa Chirita sect. Chirita + Hemiboeopsis + Henckelia sect. Henckelia: Henckelia theo định nghĩa khi đó cũng là đa ngành. Tuy nhiên, như đề cập trên đây thì do độ ưu tiên thời gian thiết lập tên gọi (cho chi và/hoặc loài điển hình nếu có khi sáp nhập, chia tách) theo quy tắc của ICN nên hiện nay cả Chirita lẫn Hemiboeopsis đều chỉ được coi là đồng nghĩa của Henckelia. Sự chia tách và sáp nhập của Henckelia nghĩa cũ xem bài chi tiết cho chi này.

## Gieo trồng
Chi Chirita không còn được công nhận trong phân loại thực vật, với nhiều loài được chuyển sang các chi như Primulina, Microchirita, và một số loài (gồm cả loài điển hình) sang chi Henckelia. Tuy nhiên, tên chi vẫn được thấy phổ biến trong các tài liệu làm vườn, đặc biệt là đối với những loài được gieo trồng nhiều nhất như Chirita sinensis (nay là Primulina dryas).
Phần lớn các loài có thể trồng trong chậu trong khu vực có các điều kiện nóng (mặc dù một số loài chịu được các điều kiện lạnh hơn), ẩm và có thể nhân giống bằng hạt (gieo vào cuối mùa đông) hoặc bằng cành giâm trong mùa xuân và mùa hè.
Loài Chirita lavandulacea (chirita oải hương), nay là Microchirita lavandulacea đã được Hiệp hội Làm vườn Hoàng gia (RHS, Anh quốc) trao giải Award of Garden Merit.